# Axel von Fersen den äldre
Fredrik Axel von Fersen, eller Axel von Fersen den äldre, född 5 april 1719 i Stockholm, död 24 april 1794 i samma stad, var en svensk greve, militär och politiker.

## Biografi
Axel von Fersen gick tidigt i fransk militärtjänst. Han blev vid 26 års ålder överste och chef för ett eget värvat regemente, och var bara 29 år gammal när han återvände till Sverige som generalmajor. Den rangen gjorde han anspråk på även inom den svenska hären, men kronprins Adolf Fredrik visade sig mindre benägen att understödja en så hastig befordran, som alltid skulle komma att stöta en mängd äldre förtjänta officerare Han bad därför Fersen att återta sin ansökan och lovade honom i stället en chefsplats vid något svenskt regemente. Men rådet, som tillhörde Hattpartiet och bland vars medlemmar flera varit vänner med Fersens far, rådde honom att fullfölja sin ansökning och uppsatte honom på förslaget.
Följden blev häftiga tvister mellan rådsherrarna och Adolf Fredrik, som hotade sina motståndare med en efterräkning av ständerna. En dag, då Adolf Fredrik var bortrest för att jaga, övertalades den gamle minnesslöe konung Fredrik att utnämna Fersen till ämbetet. Adolf Fredrik blev i högsta grad upprörd, och Hans Henrik von Liewen, kronprinsens gunstling och Fersens avundsman, drog nytta av tillfället genom att reta upp en del förbigångna officerare för att på så sätt få över dem till hovpartiet. Emellertid stod Fersens utnämning fast och kom i framtiden att prägla hans relation med hovet.
Fersens första egentliga uppträdande som politisk personlighet var vid riksdagen 1755–1756, då han blev lantmarskalk och Hattarnas huvudsakliga ledare. Vid samma tidpunkt var von Fersen korpral i 1:a korpralskapet vid Livdrabantkåren. I pommerska kriget, som utbröt kort därefter, hade Fersen högsta ledningen för Sveriges deltagande. Visserligen hade befälet blivit lämnat åt en man av Mösspartiet, fältmarskalken Mattias Alexander von Ungern-Sternberg, men han tillhörde det motsatta partiet och saknade de nödiga egenskaperna, så von Ungern-Sternberg förlitade sig mestadels på Fersens råd.
Omedelbart utmärkte sig också den sistnämnde 1759 genom intagandet av öarna Wolin och Usedom, då tusen fångar togs, och genom brandskattandet av Kammin, vilket hörde till de märkligare bedrifterna i detta krig. Missnöjet med kriget och partiet, som vållat det, utbröt vid riksdagen 1760–1762, då Fersen åter förde klubban. Måhända var det också uteslutande genom Fersens skicklighet som Hattpartiets slutliga fall lyckades uppskjutas till 1765–1766 års riksdag. Nu gick det inte längre att hejda, men i dessa motgångens tider hade Fersen tillfälle att utveckla sina bästa egenskaper: lugn, själsnärvaro och politiskt mod samt stod, när alla andra av hans partivänner kastade yxan i sjön, oförfärat kvar på skansen i försvaret för sina politiska grundsatser. Han hade också glädjen att i inte oväsentlig mån moderera motståndarnas framfart. Under de följande åren kom Fersen att närma sig hovet och bidrog verksamt som chef för gardet till, att Adolf Fredriks plan att genom hot om tronavsägelse frampressa riksdag hade åsyftad verkan under decemberkrisen 1768.
När ständerna åter sammankallades i Norrköping 1769 valdes Fersen för tredje gången till lantmarskalk, men sedan Mössorna störtats från väldet började samförståndet snart åter brytas mellan hovet och Fersen, som visade sig mindre benägen att medverka till en ökad konungamakt. Efter Gustav III:s uppstigande på tronen vägrade Fersen vid 1771–1772 års riksdag att kandidera som lantmarskalk, men deltog på konungens begäran i den så kallade kompositionen eller försöket att försona Hattar och Mössor samt tillhörde under riksdagen den del av sitt stånd som genom jämkningar av de adliga privilegierna ville mildra de ofrälse ståndens Mössors sinnesstämning. Detta misslyckades dock, varpå Fersen missmodig lämnade riksdagen.
Efter Gustav III:s statskupp 1772 kallades Fersen, som redan 1770 blivit fältmarskalk, av kungen till riksråd, men på grund av ett starkt misstroende mellan parterna valde Fersen att redan efter sex månader lämna sin plats vid rådsbordet.
När kungen visade sig ha svårt att hålla sin makt inom de gränser som han 1772 själv utstakat, låg det nära till hands för Fersen att ställa sig i spetsen för den fraktion av riddarhuset som ville bevara spillrorna av ständernas konstitutionella rättigheter, och redan vid 1778–1779 års riksdag kom det till ganska häftiga sammanstötningar mellan Fersen och kungen. Än mera spänd blev ställningen vid 1786 års riksdag, då Fersen uppträdde som ledare för oppositionen, vilken han genom sitt lugna och behärskade uppträdande mer än en gång hindrade från överilningar, varför han också blev misstrodd av sina häftigare partivänner. Vid de stormiga uppträdena vid början av 1789 års riksdag spelade Fersen huvudrollen i striden för att genom en instruktion sätta gränser för sekreta utskottets makt, och Gustav III såg ingen annan utväg att genomdriva sina envåldsplaner än att häkta oppositionens ledare, bland dem Fersen, vilken hölls fängslad på Fredrikshof till riksdagens slut. Fersen, vars offentliga bana därmed var slut, avled i Stockholm den 24 april 1794. Jordfästningen ägde rum i Stockholm den 30 april i Wachtmeisterska gravkoret i Riddarholmskyrkan.
Fersen var i sällsynt grad i besittning av de egenskaper, som danar en politiker; med ett värdigt och belevat sätt att skicka sig förenade han en stor förmåga att bedöma människor, vana att ordna och leda, själsnärvaro och självbehärskning, ett klart förstånd, goda kunskaper och en icke ringa vältalighet. Att Fersen icke allenast genom börd och anläggning var aristokrat utan även i övrigt ej synnerligen mycket höjde sig över sin tids fördomar, framgår bland annat av hans 1867–1872 av hans ättling, friherre Rudolf Klinckowström i åtta band utgivna Historiska skrifter, som utmärker sig genom en intim kännedom om hovlivet under Gustav III, men på det rent politiska området präglas av partimannens bittra oförsonlighet, i all synnerhet mot Gustav III.

## Familj
Axel von Fersen var son till greve Hans von Fersen och grevinnan Eleonora Margareta Wachtmeister. Han gifte sig 1752 med grevinnan Hedvig Catharina De la Gardie (1732–1800), som var dotter till riksrådet greve Magnus Julius De la Gardie (1674–1741) och grevinnan Hedvig Catharina Lillie (1695–1745). Makarna von Fersen fick barnen Hedvig Eleonora von Fersen (1753–1792), gift Klinckowström, Axel von Fersen d.y. (1755–1810), Sophie von Fersen (1757–1816), gift Piper, och Fabian Reinhold von Fersen (1762–1818).

### Historiska skrifter
- Riksrådet och fältmarskalken m.m. grefve Fredrik Axel von Fersens historiska skrifter ; utg. af R. M. Klinckowström. Stockholm: Norstedt. 1867-1872. Libris 84664. https://runeberg.org/favfhiskr/
  -  D. 1, [Annotationer och anecdoter öfver drottning Ulrika Eleonoras och konung Fredrik den I :s tidehvarf]. 1867. Libris 84673. https://runeberg.org/favfhiskr/1/
  -  D. 2, [Annotationer och anecdoter öfver konung Adolph Fredriks och drottning Lovisa Ulrikas tidehvarf, från och med år 1743, till slutet af 1756 års riksdag]. 1868. Libris 84666. https://runeberg.org/favfhiskr/2/
  -  D. 3, [Större och mindre tilldragelser under konung Gustaf III:s regering]. 1869. Libris 84667. https://runeberg.org/favfhiskr/3/
  -  D. 4, [Större och mindre tilldragelser under konung Gustaf III:s regering]. 1869. Libris 84668. https://runeberg.org/favfhiskr/4/
  -  D. 5, [Större och mindre tilldragelser under konung Gustaf III:s regering, Afd. 3]. 1870. Libris 84669. https://runeberg.org/favfhiskr/5/
  -  D. 6, [Större och mindre tilldragelser under konung Gustaf III:s regering, Afd. 4]. 1870. Libris 84670. https://runeberg.org/favfhiskr/6/
  -  D. 7, [Större och mindre tilldragelser under konung Gustaf III:s regering, Afd. 5]. 1871. Libris 84671. https://runeberg.org/favfhiskr/7/
  -  D. 8, [Anteckningar rörande Sveriges och dess allierades krig emot konungen i Preussen under åren 1757-1762]. 1872. Libris 84672. https://runeberg.org/favfhiskr/8/
- Axel von Fersens dagbok Del 1. Stockholm: Bonnier. 1925. Libris htdv4dkhf02bs2pk. https://litteraturbanken.se/f%C3%B6rfattare/FersenAvon/titlar/AxelVonFersensDagbok1/sida/I/faksimil?om-boken
- Axel von Fersens dagbok Del 2. Stockholm: Bonnier. 1926. Libris 4g1hlkd922q1532h. https://litteraturbanken.se/f%C3%B6rfattare/FersenAvon/titlar/AxelVonFersensDagbok2/sida/I/faksimil?om-boken
- Axel von Fersens dagbok Del 3. Stockholm: Bonnier. 1928. Libris t5q684j0rftrjkzl. https://litteraturbanken.se/f%C3%B6rfattare/FersenAvon/titlar/AxelVonFersensDagbok3/sida/I/faksimil?om-boken
- Axel von Fersens dagbok Del 4. Stockholm: Bonnier. 1936. Libris 455349. https://litteraturbanken.se/f%C3%B6rfattare/FersenAvon/titlar/AxelVonFersensDagbok4/sida/I/faksimil?om-boken

### Webbkällor
- Fersen, Fredrik Axel von i Herman Hofberg, Svenskt biografiskt handlexikon (andra upplagan, 1906)